# Шара (Палермо)
Шара (итал. Sciara) је насеље у Италији у округу Палермо, региону Сицилија.
Према процени из 2011. у насељу је живело 2623 становника. Насеље се налази на надморској висини од 226 м.

## Становништво
Према резултатима пописа становништва 2011. у општини је живело 2.787 становника.
| 1931. | 1936. | 1951. | 1961. | 1971. | 1981. | 1991. | 2001. | 2011. |
| ----- | ----- | ----- | ----- | ----- | ----- | ----- | ----- | ----- |
| 2.090 | 2.449 | 2.801 | 3.029 | 2.612 | 2.668 | 2.730 | 2.718 | 2.787 |